# عملية كاتيفا
عملية كاتيفا هي عملية صناعية كيميائية تهدف إلى إنتاج حمض الخليك عن طريق إجراء تفاعل إضافة كربونيل (كربلة) للميثانول باستخدام حفاز من الإريديوم؛ وهي عملية مشابهة بكثير لعملية مونسانتو المعتمدة على حفاز من الروديوم.
طورت عملية كاتيفا من شركة BP.
تتشابه عمليتا كاتيفا ومونسانتو بشكل كبير، وكانت شركة مونسانتو قد جربت حفاز الإريديوم لكن النتائج لم تكن مشجعة؛ إلا أن التطويرات التي جرت لاحقاً في تصميم عملية كاتيفا وجدت أن إشابة حفاز الإريديوم بقليل من الروثينيوم يؤدي إلى الحصول على حفاز أكثر كفاءة من حفاز الروديوم في عملية مونسانتو.